# Systaria hainanensis
Systaria hainanensis is een spinnensoort in de taxonomische indeling van de spoorspinnen (Miturgidae).
Het dier behoort tot het geslacht Systaria. De wetenschappelijke naam van de soort werd voor het eerst geldig gepubliceerd in 2009 door Zhang, Fu & Zhu.